# Sylvaine Hélary
Pour les articles homonymes, voir Hélary.
Sylvaine Hélary est une compositrice,flûtiste et chanteuse française de jazz et musique improvisée.

## Biographie
Sylvaine Hélary étudie la flûte traversière classique à Rennes puis à Boulogne-Billancourt et à Paris.Elle s'oriente vers le jazz et s'initie à l'improvisation avec Bernard Lubat. Elle passe 10 ans au sein du surnatural Orchestra.
Elle mène en parallèle de nombreux projets. Entre autres, un spectacle pour enfants en duo avec Noémie Boutin (violoncelle), une collaboration avec le trio Pentadox, un duo avec Robin Fincker. Elle mène également une activité de sideman, par exemple aux côtés de Christophe Monniot, et participe au sextet de Marc Ducret (Chroniques de la Mer Gelée).
Elle sort en 2015 un double album inspiré en partie par le printemps arabe.
En 2020 elle sort l'album Glowing Life inspiré en partie par le rock progressif. En supplément de la flûte traversière, elle y utilise particulièrement sa voix chantée et parlée, aidée en cela par l'expérience de Sarah Murcia. Elle participe à l'« opéra clandestin », La vapeur au-dessus du riz d'Alexandra Grimal. L'orchestre national de jazz de Frédéric Maurin lui passe commande d'une composition en 2019.
Elle est élue musicienne française de l’année 2018 par l’équipe de rédaction du journal Jazz Magazine.
En 2021, Sylvaine Hélary se produit en solo dans un récital appelé Friselis, axé sur la lenteur et la perception des sons au moment du réveil. Elle y utilise les 4 flûtes (piccolo, traversière, alto, basse) et des techniques de jeu étendues inspirées  de la musique contemporaine. Le spectacle commence par une interprétation de Syrinx de Debussy.
Elle est nommée à la direction générale et artistique de l'Orchestre National de Jazz à partir du 1er janvier 2025, pour un mandat de quatre ans, renouvelable deux ans.
Elle est nommée Chevalier de l'ordre des Arts et des Lettres le 17 octobre 2022.

## Discographie
Leader :
- 2011 Sylvaine Hélary Trio avec Antonin Rayon, Emmanuel Scarpa, Julien Boudard, Aalam Wassef, (Opaque Records)[8]
- 2015 Spring Roll: Printemps (Ayler Records)
- 2016 The Sync [The Bridge #5] avec Fred Lonberg-Holm, Ève Risser, Mike Reed
- 2019 Spring Roll: Episodes, avec Antonin Rayon, Hugues Mayot,  Sylvain Lemêtre, (Clean Feed Records)
- 2020 Glowing Life, avec Antonin Rayon, Benjamin Glibert, Christophe Lavergne, (Ayler Records)
- 2024 L'Orchestre Incandescent "Rare Birds" avec Antonin Rayon, Guillaume Magne, Chloé Lucas, Maëlle Desbrosses, Élodie Pasquier, Christiane Bopp, Lynn Cassiers, Jim Hart (Yolk Records)

Sideman :
- 2006 christophe Monniot, Monio Mania : 2
- 2010 Das Rote Gras: Zipotam (Meta Records, 2010), mit Adeline Salles, Daniel Glatzel, Mathias Götz, Karsten Hochapfel, Benny Schäfer, Gabriel Hahn
- 2016 Ève Risser White Desert Orchestra, Les deux versants se regardent (Clean Feed Records, 2016)
- 2018 Orca Noise Unit: A Beginner's Guide to Diving and Flying (Yolk 2018), avec Jozef Dumoulin, Antonin-Tri Hoang, Bruno Chevillon, Toma Gouband